# 澳門除夕倒數活動
澳門除夕倒數活動是指每年12月31日晚間，於澳氹兩地舉辦的戶外跨年慶祝活動。活動主要特色為邀請本地港台兩地歌手出席表演和煙花倒數。

## 簡介
由於千禧年後世界各地都盛行不同形式跨年活動，而澳門在80年代就有除夕倒數活動，到回歸後隨後活動規模愈來愈大，澳門市民對此活動受到重視。`

### 2000年以前
議事亭前地是澳門中區最熱鬧的地方，以往每年的除夕倒數晚會都會在此舉辦。

### 2000年至2010年
首次移師到剛建成西灣湖廣場舉行，自此成為每年取代了議事亭前地，成為澳門跨年倒數的舉辦地。
當中由文化局及旅遊局合辦，民政總署及澳門廣播電視股份有限公司協辦，將於晚上分別在澳門西灣湖廣場舉行除夕倒數演唱會和氹仔龍環葡韻舉行除夕倒數晚會，只有旅遊塔對出海面綻放煙火。

### 2010年至2020年
其後路氹城大型賭場和澳門漁人碼頭落成，各間賭場各自舉辦倒數活動。
2016年除夕倒數晚會由於燃放物料未能如期運抵澳門，原定於2017年凌晨零時在西灣湖廣場舉行的除夕倒數演唱會首次取消煙火表演環節。
“2017澳門除夕倒數演唱會”分別有來自丹麥的殿堂級組合Michael Learns To Rock、香港人氣組合Dear Jane、韓國歌手Kisum和本地歌手歐陽日華共同演出。“氹仔除夕倒數晚會”邀請到香港著名歌影視名人蔣志光作壓軸演出嘉賓。
“2018年澳門除夕倒數演唱會”以躍動全城為主題，演出嘉賓包括來自香港的著名饒舌組合農夫、唱作歌手林奕匡，還有本地組合MFM及歌手杜俊瑋、歐陽兆樺、馬曼莉、施連奴、李曉慧。“2018氹仔除夕倒數晚會”邀請到香港歌手黃凱芹作為壓軸演出嘉賓，同場有本地歌手或舞團，以及魔術與少數族裔團隊之演出。
2019年分別於澳門和氹仔舉行除夕倒數晚會，當中“2019澳門除夕倒數演唱會”更邀請到香港人氣男團MIRROR演出，同場包括澳門著名歌手小肥等一眾嘉賓輪番獻唱。在踏入2020年之際，澳門旅遊塔對出海面將綻放煙花，與市民共慶新一年的來臨。“2019氹仔除夕倒數晚會”於氹仔龍環葡韻舉行，香港歌手王韾平作為壓軸演出嘉賓，本地演出單位包括趙崇灝、李曉慧、組合Rebel Rabbit、爵士樂隊The Bridge，同場亦有魔術、少數族裔舞蹈演出。同時於除夕夜當晚設有7個不同國家或區主題攤位，展示居澳的外籍人士、僑裔的特色才藝、遊戲及地道美食等，彰顯本澳多元文化、民族共融、和諧共處的生活模式。

### 2021年
由於2020年爆發新型冠狀病毒肺炎疫情的影響，文化局經審慎評估為以公眾健康安全為首要考慮，首次不舉辦除夕倒數活動。2021年文化局局長穆欣欣受訪表示，現階段沒有條件舉辦今年的除夕倒數跨年晚會，主要原因是受疫情影響，難以落實外地表演團隊能否來澳。。

### 2022年
2022年9月21日，文化局局長梁惠敏接受傳媒訪問時表示，爭取年底恢復舉行除夕倒數音樂會。2022年10月12日，文化局局長梁惠敏回應傳媒時表示，相信除夕倒數活動可如期舉行。除本地歌手外，亦希望邀請到內地、香港歌手參與歡度節日，待有具體消息會盡快公佈。她重申所有活動將依照衛生當局指引進行。
2022年12月9日，當局公佈澳門除夕倒數活動安排，更延伸至聖誕節和元旦，由文化局、六大博企主辦，並由旅遊局、市政署和澳門廣播電視股份有限公司協辦的“聖誕 · 跨年音樂慶典”，分別於12月24日、25日、31日和翌年1月1日晚上，於西灣湖廣場舉行四場音樂會，門票於12月11日至16日於澳門售票網接受網上登記，經抽籤免費換領，觀眾須憑票入場。根據防疫指引，參加之市民必須佩戴自備口罩，接受體溫探測，掃描行程記錄的場所二維碼（簡稱場所碼）及出示當天健康碼，並配合有關防疫及現場的人流措施安排。如有發熱或呼吸道症狀之人士，將謝絕進入場地。
2022年12月31日除夕夜活動中，將安排於澳廣視電視頻道澳視澳門台及澳門綜藝頻道；澳門電台中文頻道；網站及移動應用程式同步直播，另外於議事亭前地及南灣湖水上活動中心設置大型電視屏幕，並於西灣湖廣場一帶實施臨時交通措施。
| 聖誕‧跨年音樂慶典 | 聖誕‧跨年音樂慶典                                                                                                |
| 日期              | 演出陣容 |
| ----------------- | --- |
| 2022年12月24日    | 馬曼莉、Now’z Kid Dance Team、叮叮、TDSM Kid Dance、棉花樂隊、王心妤、劉浩龍、龍世傑、戴佩妮、菜農子弟學校合唱團 |
| 2022年12月25日    | 潘君保、灼舞蹈工作室、陳倚俐、MFM (組合)、吳克群                                                                 |
| 2022年12月31日    | 歐陽日華、古淖文、#FFFF99香檳黃、Ocean Walker、MSD、 Macau Baby、Scamper、Supper Moment、杜德偉                  |
| 2023年1月1日      | 澳門樂團：元旦戶外新年音樂會                                                                                     |

### 2023年
2023年12月14日，主辦方文化局公佈“2023澳門除夕倒數演唱會”和“2023氹仔除夕倒數晚會”詳情，活動同時由旅遊局、市政署及澳門廣播電視股份有限公司協辦。
- “2023澳門除夕倒數演唱會”於2023年12月31日22:00至2024年1月1日00:10在西灣湖廣場舉行，邀請巴西女歌手Lia Sophia作壓軸演出，聯同澳門本地歌手與組合包括：杜俊瑋、MFM、馬曼莉、趙倪生、Daze in White、INSPR’D及Ocean Walker共同演出。在倒數踏入2024年一刻，澳門旅遊塔頂綻放煙花，迎接新年的到來，該煙花表演由澳娛綜合度假股份有限公司支持。主辦方亦於議事亭前地及南灣湖水上活動中心設大型電視屏幕，直播“澳門除夕倒數演唱會”現場情況。
- “2023氹仔除夕倒數晚會”於氹仔龍環葡韻舉行，以多元文化共融為晚會主軸。包括邀請香港歌手王灝兒作壓軸演出嘉賓，送上多首膾炙人口的代表作；而一系列各具文化特色的本地單位演出，分別有本地樂隊單行道及Iron Son、Victor Kumar及寶萊塢夢想舞蹈團、居澳菲律賓藝術團Associação Bisdak de Macau、魔術師孫振新、澳門印尼歸僑文化藝術聯誼會舞蹈團、澳門緬甸友好協會舞蹈團及澳門越南同鄉聯誼會舞蹈團。此外，晚會現場於20:30至23:30，設有居澳之澳洲、菲律賓、印度、印尼、緬甸及越南社群文化攤位，展示當地傳統服飾、旅遊資訊、地道小食及飲品，彰顯本地多元文化、民族共融、和諧共處的生活模式。

### 2024年
2024年的除夕倒數活動分別於澳門半島及氹仔舉行。
- “2024澳門除夕倒數演唱會”在西灣湖廣場舉行，邀請香港著名歌手林子祥、葉蒨文作壓軸演出嘉賓，本地歌手及樂隊陣容包括：肥媽（Maria Cordero）、古淖文、陳慧敏、龍世傑、倪力、青原、Daze in White、Ocean Walker、英美超市、歐陽日華與DAX One Dance Complex等；司儀由香港知名主持人王鎮泉及2019年澳門小姐冠軍梁洛郗擔任。
- “2024氹仔除夕倒數晚會”在龍環葡韻舉行，以多元文化共融為主軸，集合不同族群狂歡共慶，並邀請香港歌手葉振棠作為壓軸演出嘉賓；本地歌手及樂隊包括林靜翬、Concrete/Lotus、Peony & Lon；包括Victor Kumar帶領的寶萊塢夢想舞蹈團、Associação Bisdak de Macau的菲律賓傳統歌舞、Jason Fong光影雜耍魔術表演、一眾本地青年上演的同聲歌祖國主題匯演，以及居澳之印尼、緬甸、越南藝團的傳統歌舞。

## 相關活動

### 除夕迎新長跑
體育發展局舉辦於除夕前二日至除夕當晚晚上舉行除夕迎新長跑活動，會在氹仔多處道路將實施臨時交通管制措施或臨時巴士服務安排。